# 古斯塔夫·弗赖
古斯塔夫·弗赖（瑞典語：Gustav Freij，1922年3月17日—1973年8月4日），瑞典男子摔跤运动员。他曾代表瑞典参加1948年、1952年和1960年夏季奥林匹克运动会摔跤比赛，共获得一枚金牌、一枚银牌和一枚铜牌。